# (2931) Mayakovsky
(2931) Maiakovski es un asteroide perteneciente al cinturón de asteroides, descubierto el 16 de octubre de 1969 por la astrónoma soviética Liudmila Chernyj desde el Observatorio Astrofísico de Crimea (República de Crimea, Rusia).

## Designación y nombre
Designado provisionalmente como 1969 UC. Fue nombrado en homenaje al poeta dramaturgo ruso Vladímir Mayakovski.